# Breitner da Silva
Overath Breitner da Silva Medina (Barcelona, estado Anzoátegui, 9 de septiembre de 1989), más conocido como Breitner, es un exfutbolista venezolano nacionalizado brasileño su último club fue el Futebol Clube de Arouca de la Segunda División de Portugal. Actúa como mediocampista. Es hijo del exjugador, entrenador y parte de los fundadores del Monagas Sport Club, Joaquim Fariñas. Su nombre es en homenaje a los jugadores alemanes Wolfgang Overath y Paul Breitner.

## Biografía
Nació el 9 de septiembre de 1989 en Barcelona, estado Anzoátegui. Hijo de Joaquín Da Silva, más conocido como Fariñas y Durbelis Medina, este mediocampista de depurada técnica y buena pegada con ambas piernas, se formó futbolísticamente hablando bajo la guía de su padre,  exjugador  del Flamengo de Brasil. Su mítico nombre fue seleccionado en homenaje a los jugadores teutones Wolfgang Overath y Paul Breitner, que lograron el campeonato Mundial de Alemania en 1974. 
A la edad de 8 años, desde la ciudad de Maturín, en el estado Monagas, ya comenzaba a demostrar sus capacidades en la escuela de fútbol de su padre, y poco a poco fue dando sus primeros pasos en el balompié, de hecho, su potencia en los disparos al arco lo llevó a preparar a los porteros del Monagas Sport Club, equipo de la Segunda División de Venezuela. 

### Internacional
En el 2001 da un gran paso como jugador profesional, por recomendación de Paulo César Carpegiani emprende su viaje a Porto Alegre en Brasil, para formar parte del equipo Río Grande del Sur, institución presidida por el conocido entrenador brasileño. Al contar apenas con 11 años, inmediatamente es transferido al conjunto infantil del Internacional de Porto Alegre, de la misma ciudad; vertiginoso paso que le llevaría a jugar junto a la gran estrella brasileña y del AC Milan de Italia, Alexandre Pato. 

### Santos
Por su poca adaptación al clima frío de la ciudad de Porto Alegre, en el año de 2002 fue transferido al Santos, donde vivió una exitosa etapa en las divisiones menores del afamado equipo.
al balompié, pese a la algarabía mediática que genera su brillante futuro. Su participación en los distintos torneos brasileños ha sido descollante, en categoría infantil logró el subcampeonato nacional en los años de 2002-2003 y en el torneo juvenil Paulista de los años 2004-2005 en la categoría Sub-17 logró otro subcampeonato, anotando 14 goles. Etapa en la cual obtuvieron la Copa Tupi de Sao Paulo. 
Su mejor actuación goleadora la logra en el año de 2006, donde es ascendido al conjunto profesional del Santos en categoría júnior y obtiene el subtítulo de goleador con 17 anotaciones del certamen juvenil carioca. Un año después, en el periodo 2007-2008, logra ser campeón del torneo Paulista. Todas estas experiencias le han llevado a tener una evidente madurez, demostrada en cada partido que disputó.
A nivel internacional ha dado de qué hablar, logrando despertar el interés de un entrenador del Real Madrid en un mundialito disputado en Barcelona y ser el máximo goleador de un intercambio futbolístico que se desarrolló en Las Palmas, ambos torneos efectuados en España; para luego titularse campeón con su equipo en la Copa Internacional de Turín, efectuada en Italia en el año de 2007. Con una ascensión fulminante, ha logrado cotizar su cláusula de rescisión en 5 millones de euros. Todo esto con apenas 18 años. 
Actualmente, el equipo júnior del Santos fue elegido para representar a la ciudad, logrando ganar la 52.ª edición del torneo regional sub-19 celebrado en Sao Caetano, derrotando en la final al conjunto local en la tanda de lanzamientos desde el punto penal. Allí Breitner anotó goles determinantes en los tres partidos disputados, y obtuvo además el título de mejor jugador de la disputa. Cabe destacar que este campeonato, obtenido por el conjunto del Santos, fue el segundo triunfo consecutivo en menos de un mes; ya que con anterioridad se habían titulado campeones en el torneo internacional de fútbol júnior, Porto Seguro Cup realizado en Porto Seguro (Litoral de Bahía). 
Actualmente entrena en el primer equipo del Santos, destacando que el venezolano, junto al lateral derecho Bruno y un arquero serán los únicos juveniles con la plantilla del "Peixe" en esta temporada.
Ante tanta capacidad, estamos seguros de que el joven jugador venezolano superará con creces todas las esperanzas que genera su juego. Hoy por hoy, en su equipo ya comienzan a considerarlo como algo más que un gran deportista. Esta suma de personalidad y cualidades es Overath Breitner Da Silva Medina: un crisol en épocas explosivo y del que perennemente surge un tesoro de elevados quilates futbolísticos. Toda una Estrella Futbolística.
En un amistoso con su club, el Santos, contra la selección de fútbol de Sudáfrica, anotó un gol de tiro libre en victoria del Santos 2-1. Recientemente, le anotó un gol al Guarani FC en la Copa de Brasil 2010 también de tiro libre.

### União Madeira
El 26 de mayo de 2015 Breitner da Silva es fichado por el Clube de Futebol União que milita en la Primeira Liga máxima categoría del fútbol de Portugal.

## Clubes
| Club                 | País      | Año         |
| -------------------- | --------- | ----------- |
| Santos               | Brasil    | 2009-2010   |
| Figueirense (Cedido) | Brasil    | 2011        |
| Criciúma (Cedido)    | Brasil    | 2011        |
| Náutico (Cedido)     | Brasil    | 2012        |
| Araxá (Cedido)       | Brasil    | 2013        |
| Piracicaba (Cedido)  | Brasil    | 2014        |
| Mineros de Guayana   | Venezuela | 2014-2015   |
| União Madeira        | Portugal  | 2015- 2017  |
| Leixões              | Portugal  | 2017 - 2018 |
| Arouca               | Portugal  | 2019        |

## Características técnicas
Breitner es un jugador técnico, con facilidad para evadir marcaje, gran visión de la jugada, rápido con el balón en los pies, llegada a gol y gran remate a media distancia, que actúa preferentemente de volante ofensivo. Representa un gran obstáculo para sus adversarios, que por lo general observan cómo el talentoso atleta se les escapa de las manos, optando siempre por la mejor opción: disparar a puerta si ve hueco o ceder el balón al compañero mejor ubicado.

## Selección nacional

### Selección Sub-20
El 16 de julio del 2008 fue convocado para la Selección de fútbol Sub-20 de Venezuela por el seleccionador César Farías para una gira por Argentina donde disputó una serie de amistosos desde el 23 de julio al 30 de julio luego viajaron a Colonia (Uruguay), para disputar un pentagonal desde el 31 de julio al 3 de agosto con las selecciones de Uruguay, Argentina, Estados Unidos y Paraguay en su categoría Sub-20.
Breitner marco su primer gol con la selección en el partido disputado entre Venezuela y Uruguay el 1 de agosto de 2008, donde Venezuela cayo goleada 5-1 ante Uruguay. El único tanto venezolano lo marcó Breitner en el minuto 84' quien había entrado en el segundo tiempo.

## Palmarés

### Torneos nacionales
| Título                                                         | Club   | País   | Año       |
| -------------------------------------------------------------- | ------ | ------ | --------- |
| Subcampeón Torneo Infantil Paulista                            | Santos | Brasil | 2002-2003 |
| Subcampeón Torneo Juvenil Paulista                             | Santos | Brasil | 2004-2005 |
| Copa Tupi de Sao Paulo                                         | Santos | Brasil | 2005      |
| Campeón Torneo Paulista                                        | Santos | Brasil | 2007      |
| Campeón Torneo Internacional de Fútbol Junior Porto Seguro Cup | Santos | Brasil | 2008      |
| Campeón Regional Sub-19                                        | Santos | Brasil | 2008      |
| Copa de Brasil                                                 | Santos | Brasil | 2010      |
| Campeonato Paulista                                            | Santos | Brasil | 2010      |
| Campeonato Paulista                                            | Santos | Brasil | 2012      |

### Torneos internacionales
| Título                              | Club   | País   | Año  |
| ----------------------------------- | ------ | ------ | ---- |
| Campeón Copa Internacional de Turín | Santos | Italia | 2007 |
| Campeón Copa Internacional de Turín | Santos | Italia | 2008 |

### Distinciones individuales
| Distinción                                                                    | Año  |
| ----------------------------------------------------------------------------- | ---- |
| Segundo goleador con el Santos en el Campeonato Pulista Sub-20 con 17 goles . | 2006 |
| Máximo Goleador con 5 goles en el Campeonato Ciudad de Turín en Italia.       | 2008 |